# Roudolf Sivers
Roudof Ferdinandovitch Sivers (en russe : Рудольф Фердинандович Сиверс) est un militaire et révolutionnaire russe.
Il est né à Saint-Pétersbourg le 23 novembre 1892. Après la révolution de Février en 1917, il devient rédacteur en chef de La Vérité des tranchées journal de la 12e armée. Fin juillet 1917, il est arrêté pour défaitisme puis libéré lors de la révolution d'Octobre.
En novembre 1917, pendant la Guerre civile russe, il mène la Garde rouge et les marins à la victoire contre la troupe de Piotr Krasnov envoyé par Alexandre Kerenski pour reprendre le pouvoir.
Il combat en mars et avril 1918 avec la deuxième armée spéciale en Ukraine contre les forces de la Triplice. Le 15 novembre 1918 il est mortellement blessé lors de la bataille de Jelnovka alors qu'il commandait la 1e brigade spéciale ukrainienne.